# Conão (mestre dos soldados)
Conão (em latim: Conon; m. 548) foi um oficial bizantino do século VI, ativo durante o reinado do imperador Justiniano (r. 527–565). Esteve ativo na Itália durante a Guerra Gótica do século VI.

## Vida
Conão apareceu pela primeira vez em 537, quando foi citado como homem ilustre. É incerta o motivo de possuir tal posição, sendo possível que foi mestre dos soldados vacante; em 546, foi estilizado estratego, mas o contexto alude a um uso retórico. Em 537, Conão e Paulo foram enviados de Constantinopla a Nápoles com 3 mil isauros, aparentemente sob o comando geral de João, para reforçar Belisário na Itália. Em Nápoles, se reuniram com João que ordenou que velejassem para Óstia com os suprimentos necessários para Roma. Ao atracassem sem oposição em Óstia, os isauros cavaram uma trincheira para proteger o porto. Em seguida, os suprimentos foram enviados para Roma, e Conão provavelmente foi para lá com boa parte dos reforços. No começo de 538, foi enviado por Belisário com uma força substancial de infantaria isaura e trácia para ocupar Ancona. Alguns de seus homens foram enviados a Arímino para guarnecê-la, mas ficou em Ancona. No verão de 538, o exército godo sob Vácimo marchou contra Ancona e Conão liderou tropas contra os invasores. Foi superado numericamente e teve pesadas baixas. Os sobreviventes apenas conseguiram escapar por intermédio dos habitantes de Ancona, que jogaram cordas das muralhas e os puxaram para cima. Segundo Procópio de Cesareia, Ancona quase foi perdida no ataque e o autor critica-o por seu ato estúpido de ter saído das fortificações.
Em 542, quando Nápoles foi sitiada pelo rei Tótila, Conão era comandante da guarnição, com mil bizantinos e isauros sob ele. A cidade foi muito pressionada no cerco e ele enviou Demétrio para Porto para solicitar ajuda de Demétrio. Depois, enviou mensagem urgente para Maximino na Sicília quando os suprimentos estavam escassos. Na primavera de 543, aceitou a oferta de Tótila de render a cidade em troca de sua segurança e a de seus homens. Recebeu navios de Tótila e pretendeu velejar para Roma, porém não conseguiu fazê-lo devido aos ventos adversos. Foram bem-tratados durante o atraso, e receberam cavalos e animais de carga e uma escolta para ir a Roma por terra. Em 546, Conão e Bessas estavam no comando do exército em Roma durante o cerco de Tótila. Antes do cerco, haviam reunido grande quantidade de cereais, que foram vendidos muito rentavelmente para os romanos mais ricos a medida que o cerco prosseguia. Ignoraram os relatos de que os isauros iriam trair a cidade e quando Tótila entrou em Roma em 17 de dezembro, Conão fugiu com os demais oficiais. No fim de 547 ou começo de 548, foi colocado no comando da guarnição que Belisário deixou em Roma. Foi morto por seus próprios homens em 548 ao ser acusado de traficar cereais e outros suprimentos em seu favor.